# Russische militaire begraafplaats in Frankfurt (Oder)
De Russische militaire begraafplaats in Frankfurt (Oder) is een militaire begraafplaats in Brandenburg, Duitsland. Op de begraafplaats liggen omgekomen Russische militairen uit de Tweede Wereldoorlog.

## Begraafplaats
Vrijwel alle militairen kwamen aan het einde van de oorlog om het leven. De begraafplaats bestaat uit een flink aantal graven met centraal gelegen een groot monument. Er liggen 1453 omgekomen militairen.